# Ephippiochthonius messapicus
Espèce
Synonymes
- Chthonius messapicus Gardini, 2013

Ephippiochthonius messapicus est une espèce de pseudoscorpions de la famille des Chthoniidae.

## Distribution
Cette espèce est endémique des Pouilles en Italie. Elle se rencontre vers San Pietro Vernotico.

## Description
Les mâles mesurent de 1,2 à 1,3 mm.

## Publication originale
- Gardini, 2013 : A revision of the species of the pseudoscorpion subgenus Chthonius (Ephippiochthonius) (Arachnida, Pseudoscorpiones, Chthoniidae) from Italy and neighbouring areas. Zootaxa, no 3655(1), p. 1-151.